# Temple de la gens Flavia
Le temple de la gens Flavia (en latin : Templum Gentis Flaviae) est un temple romain édifié sur le Quirinal à la fin du Ier siècle, en l'honneur des membres de la dynastie des Flaviens.

## Localisation
Le temple est construit sur le Quirinal, il apparaît dans la liste des monuments de la Regio VI Alta Semita des Régionnaires de Rome. Il se situe à l'emplacement ou au voisinage direct de la villa dans laquelle Domitien est né,,, résidence de son père Vespasien, et de celle de Titus Flavius Sabinus, oncle de Domitien et frère aîné de Vespasien,. Cet emplacement correspond durant l'Antiquité au lieu-dit Ad Malum Punicum, occupé aujourd'hui par le croisement des Via XX Settembre et Via delle Quattro Fontane,,.

## Fonction
Le complexe monumental marque le couronnement de la politique dynastique de Domitien qui a fait diviniser son frère Titus, la fille de ce dernier Julia Flavia et son propre fils mort en bas âge. Il remplit trois fonctions : celle d'un sacrarium car il est construit sur le site de la maison natale de Domitien, celle d'un temple dynastique et celle d'un mausolée gentilice. Domitien a ainsi pu imiter et développer un concept introduit par les empereurs de la dynastie des Julio-Claudiens, avec par exemple l'autel de la gens Iulia de Bovillae. Mais Domitien innove en combinant la fonction de sanctuaire du culte familial avec celle du mausolée dynastique. De plus, contrairement au sacrarium gentis Iuliae, le temple de Domitien est construit dans Rome, dans les limites du Pomerium, ce qui n'a pu se faire qu'avec une autorisation spéciale du Sénat.
Il est probable que le temple abrite dès la fin de sa construction les cultes impériaux des membres des Flaviens qui ont été divinisés mais la mention du temple dans les sources antiques peut prêter à confusion et peut parfois désigner le temple des divins Vespasien et Titus sur le Forum Romain. Les cendres des principaux membres de la famille y sont vraisemblablement transférées,. Des allusions décelées dans des poèmes de Martial et Stace indiquent que les cendres de Vespasien, Julia Flavia et Domitien lui-même ont été déposées dans le mausolée. Si c'est le cas, il ne fait aucun doute qu'on y trouve également les cendres de Titus et d'autres membres de la famille impériale comme Flavia Domitilla, mère de Domitien.

## Histoire
Le temple est mentionné pour la première fois dans le neuvième livre des Épigrammes de Martial qui est publié en 94, ce qui suggère qu'il n'a été construit et dédié qu'à la toute fin du règne de Domitien. Martial décrit poétiquement les travaux en cours de réalisation, la date de début des travaux remonte donc à quelques années auparavant, peut-être en 89, année de la mort de Julia, fille de Titus. Selon Martial, le temple est splendide et a nécessité l'arasement de la villa des Flaviens pour libérer un espace suffisant,. Le temple est frappé par la foudre en 96.
Peu après la mort de Domitien et malgré la mesure de damnatio memoriae décrétée par le Sénat à son encontre, ses cendres sont mêlées à celles de sa nièce Julia Flavia et placée dans le mausolée.

« Sa nourrice Phyllis lui rendit les derniers devoirs dans sa villa sur la voie latine ; puis elle porta secrètement ses restes dans le temple des Flavii, et les mêla aux cendres de Julie, fille de Titus, qu'elle avait aussi élevée. »

— Suétone, Vie des douze Césars, Domitien, 17
Il semble que le temple ait été restauré et agrandi par Claude le Gothique entre 268 et 270. Il n'est plus fait mention du temple après le IVe siècle, date à laquelle il est certain que le temple est encore debout et identifiable puisqu'il est mentionné dans les catalogues régionnaires de Rome.

## Description

### Villas de Vespasien et Sabinus
À proximité du site hypothétique du temple ont été retrouvés les vestiges d'un grand podium et d'un nymphée : une partie d'un grand mur couvert de mosaïques représentant des sujets mythologiques et creusé en son centre sur sa partie supérieure d'une grande abside, décorée également de mosaïque. Des tuyaux acheminaient de l'eau de façon à former un mince voile d'eau en avant. Il est possible que ce nymphée daté des années 50 ait fait partie de la villa de Sabinus.

### Le temple
On ne sait que peu de choses concernant le plan et les dimensions du temple. Néanmoins, une allusion dans les Épigrammes de Martial et la découverte de vestiges par un antiquaire au XVIe siècle laissent penser que le temple se compose d'une rotonde à coupole construite au centre d'une enceinte fermée quasiment carrée,. Le temple étant construit dans une zone densément peuplée, il devait être de dimensions modestes, plus petit que le mausolée d'Auguste, construit dans une zone située à l'écart de la ville.

#### Représentation sur un sesterce
Sur le revers d'un sesterce frappé entre 95 et 96, daté du dix-septième consulat de Domitien, pourrait apparaître une représentation du temple,. On y voit une façade « templaire » décastyle mais son identification demeure problématique. Le temple semble enclos dans deux enceintes successives, la première avec une porte centrale surmontée d'un fronton et encadrée de trois niches alternativement rectangulaires et semi-circulaires de chaque côté, et la deuxième, plus vaste, avec une ouverture médiane voûtée et deux ouvertures latérales surmontées de frontons triangulaires.

#### Représentation sur un relief
Le temple pourrait également apparaître sur un relief dont deux fragments sont aujourd'hui conservés dans les Musei Vaticani et dans le Museo Nazionale Romano. Sur le relief, le temple décastyle est corinthien. La cella est bâtie en opus quadratum et s'ouvre sur le pronaos par une double porte battante. Le tympan du fronton est orné d'un relief représentant Mars s'approchant de la vestale Rhéa Silvia allongée et somnolente. Apparaissent également les jumeaux Romulus et Rémus qui tètent la Louve devant Faustulus.
Cette représentation semble s'accorder avec celle du sesterce puisque la façade de l'édifice est décastyle. Il a d'abord été proposé d'identifier cet édifice au temple de Vénus et de Rome mais une analyse d'ordre stylistique, notamment des personnages représentés sous le temple sur le deuxième fragment, propose de dater la réalisation du relief à l'époque flavienne. Selon cette dernière hypothèse, qui exclut un rapprochement avec l’œuvre postérieure d'Hadrien, il pourrait s'agir du temple de la gens Flavia,. Toutefois, la connaissance actuelle de l'art à l'époque flavienne n'est pas très précise et cette approche purement stylistique peut être trompeuse.

### La décoration
À l'intérieur du temple, le plafond du dôme est décoré d'une représentation du royaume céleste, symbole de l'éternité de la ville de Rome. Une tête colossale de Titus conservée aujourd'hui au musée archéologique national de Naples et les fragments de sculptures et du relief dit du « Don d'Hartwig » en marbre du Pentélique, découverts en 1900 lors de la construction des arcades de la Place de la République, font très probablement partie de la décoration du temple. Sur un des fragments du relief est représenté le fronton du temple de Quirinus.

#### L'autel
La réunion temporaire de tous les fragments retrouvés sur place a permis de proposer une reconstitution partielle du monument. Les fragments semblent tous provenir d'une structure en forme de quadrilatère semblable à l'autel de la Paix qui s'inscrit dans un complexe plus vaste. L'entablement du mur d'enceinte est supporté par une série de caryatides, des statues d'hommes surmontées de chapiteaux en forme de feuilles de palmiers. Entre chaque caryatide sont fixés de grands panneaux sculptés de bas-reliefs.

#### Le symbolisme
Les caryatides symbolisent la soumission à l'Empire romain et rappellent le pouvoir et la gloire que décerne une victoire militaire. Le fait qu'elles soient surmontées de feuilles de palmiers est une allusion aux conquêtes et aux victoires de Vespasien et Titus lors de la Première Guerre judéo-romaine.
Parmi les panneaux sculptés, on peut distinguer au moins deux scènes, la première représentant un rite religieux et la deuxième une cérémonie officielle. La scène religieuse décrit une procession sacrificielle qui passe en avant du temple de Quirinus. Seul un prêtre et le taureau qui va être sacrifié ont pu être identifiés. Il pourrait s'agir de la cérémonie de sacrifice inaugural du temple de la gens Flavia.
Pour la deuxième scène qui décrit la cérémonie de l'adventus, l'entrée officielle de l'empereur dans une ville, ou du reditus, le retour triomphale de l'empereur à Rome, plusieurs têtes de personnages ont été conservées, dont celle de Vespasien portant la corona civica. Cette scène célèbre probablement la restauration de la Pax Romana après la victoire de Vespasien mettant fin à la guerre civile de l'année des quatre empereurs. Avec cette scène et d'autres de même style ornant un monument permanent, Domitien commémore les actions bénéfiques de sa famille au service de l'État romain et exalte sa propre gloire à travers toute la dynastie des Flaviens.

### Ouvrages généraux
- (en) John Ferguson, The Religions of the Roman Empire, Cornell University Press, 1985
- Léon Homo, Rome impériale et l'urbanisme dans l'Antiquité, Albin Michel, coll. « L'évolution de l'humanité », 1971, 665 p.
- (en) Samuel Ball Platner et Thomas Ashby, A topographical dictionary of Ancient Rome, Londres, Oxford University Press, 1929, 608 p.
- (en) Filippo Coarelli, Rome and environs : an archaeological guide, University of California Press, 2007, 555 p. (ISBN 978-0-520-07961-8, lire en ligne)
- Emmanuelle Rosso, Culte impérial et image dynastique : les divi et divae de la Gens Flavia, 2005
- (en) Lawrence Richardson, A New Topographical Dictionary of Ancient Rome, Baltimore, (Md.), Johns Hopkins University Press, 1992, 488 p. (ISBN 0-8018-4300-6)

### Ouvrages sur le temple
- Robert Turcan, « Templum gentis Flauiae », Journal des savants, vol. 1, no 1,‎ 2000, p. 3-28
- (it) Filippo Coarelli (dir.), Divus Vespasianus : il bimillenario dei Flavi, Milan, Mondadori Electa, coll. « Catalogo della mostra » (no 27), 2009
  - Eugenio La Rocca, « Ritratto colossale di Tito », dans Divus Vespasianus, 2009
  - Rita Paris, « Sculture dal Templum Gentis Flaviae », dans Divus Vespasianus, 2009
- (en) Edward Dabrowa, « Templum Gentis Flaviae : a hypothesis », Memoirs of the American Academy in Rome, University of Michigan Press, vol. 41,‎ 1996, p. 153-161
- (en) Guido Petruccioli, The structure on the reverse of a Domitianic coin (BMC 406*) : interpretation and identification, University of Oxford, 2001
- (it) Eugenio La Rocca, « Il templum gentis Flaviae », dans Luigi Capogrossi Colognesi et Elena Tassi Scandone (dir.), La Lex de Imperio Vespasiani e la Roma dei Flavi, Rome, L'Erma di Bretschneider, coll. « Atti del Convegno, 20-22 novembre 2008 », 2009, p. 271-297
- (it) Rita Paris (dir.), Dono Hartwig. Originali ricongiunti e copie tra Roma e Ann Arbor : ipotesi per il templum gentis Flaviae, Rome, 1994
- (it) M. Torelli, « Culto imperiale e spazi urbani in età flavia : dai rilievi Hartwig all'arco di Tito », dans L'Urbs. Espace urbain et histoire. Actes du colloque international, Rome, coll. « de l'École Française de Rome » (no 98), 1987, p. 563-582